# Портервилл (Калифорния)
Портервилл (англ. Porterville) — город в центральной части штата Калифорния, округ Туларе. Население — 54165 человек (2010).

## История
В 1994 году город был награждён премией «All-America City Award» (с англ. — «Всеамериканский город») присуждаемой Национальной гражданской лигой, которую неофициально называют «Нобелевской премией за конструктивное гражданство» и которая выдается за активную гражданскую позицию жителей некорпоративных сообществ Соединённых Штатов в жизни местного самоуправления. 

## География
Портервилл расположен на реке Туле у подножия западных предгорий Сьерра-Невады и в самой восточной части Центральной долины Калифорнии. В предгорьях над Портервиллем находится искусственное озеро Саксесс. Портервилл подвержен землетрясениям из-за его расположения в Тихоокеанском огненном кольце. Геологическая нестабильность включает в себя многочисленные разломы, которые вызывают множество землетрясений каждый год, но большинство из них низкую интенсивность.

## Население
По данным переписи населения США 2010 года численность населения составляла 54165 человек. Плотность населения 1187,77 человек на квадратный км. Расовый состав: 58,8 % белые, 0,1 % азиаты, 1,2 % чернокожие, 1,9 % коренных американцев, 0,1 % гавайцы и выходцы с тихоокеанских островов, 28,6 % другие расы, 4,7 % потомки двух и более рас.

## Управление
В законодательном органе штата Калифорния Портервилл находится в 14-м округе Сената, а в Ассамблее штата Калифорния он находится в 26-м округе, который представляет республиканец Девон Мэтис. В Палате представителей Соединенных Штатов Портервилл находится в 23-м округе Конгресса в Калифорнии, в лице республиканца Кевина Маккарти.

## Города-побратимы
- Хамамацу, Япония